# 茶山
茶山（ちゃやま）は、福岡県福岡市城南区の地域。茶山一丁目から六丁目まで設置されている。郵便番号は、814-0111。

## 交通

### 鉄道
福岡市地下鉄七隈線・茶山駅

### バス
- 西鉄バス
  - 城南体育館
  - 茶山
  - 茶山団地前

### 道路
- 福岡市道地行鳥飼七隈線（城南学園通り）

## 地理
城南区の中央部よりやや北側に位置し、西端は七隈川に沿っている。
地区の中央部を福岡市道地行鳥飼七隈線（城南学園通り）が南北に通り、地区のメインストリートとなっている。また城南学園通りの地下には福岡市営地下鉄七隈線が通っており、地区の北部に茶山駅がある。地区南部は隣の金山地区にある金山駅が最寄り駅となる。
地域の大半が団地や住宅地となっている。

## 歴史

### 町域の変遷
| 住居表示実施後           | 実施年月日         | 住居表示実施前（各大字の一部） |
| ------------------------ | ------------------ | ------------------------------ |
| 茶山一丁目から茶山六丁目 | 1971年（昭和46年） | 大字田島・大字七隈             |

## 主な施設
- 1丁目
  - サニー茶山店
- 2丁目

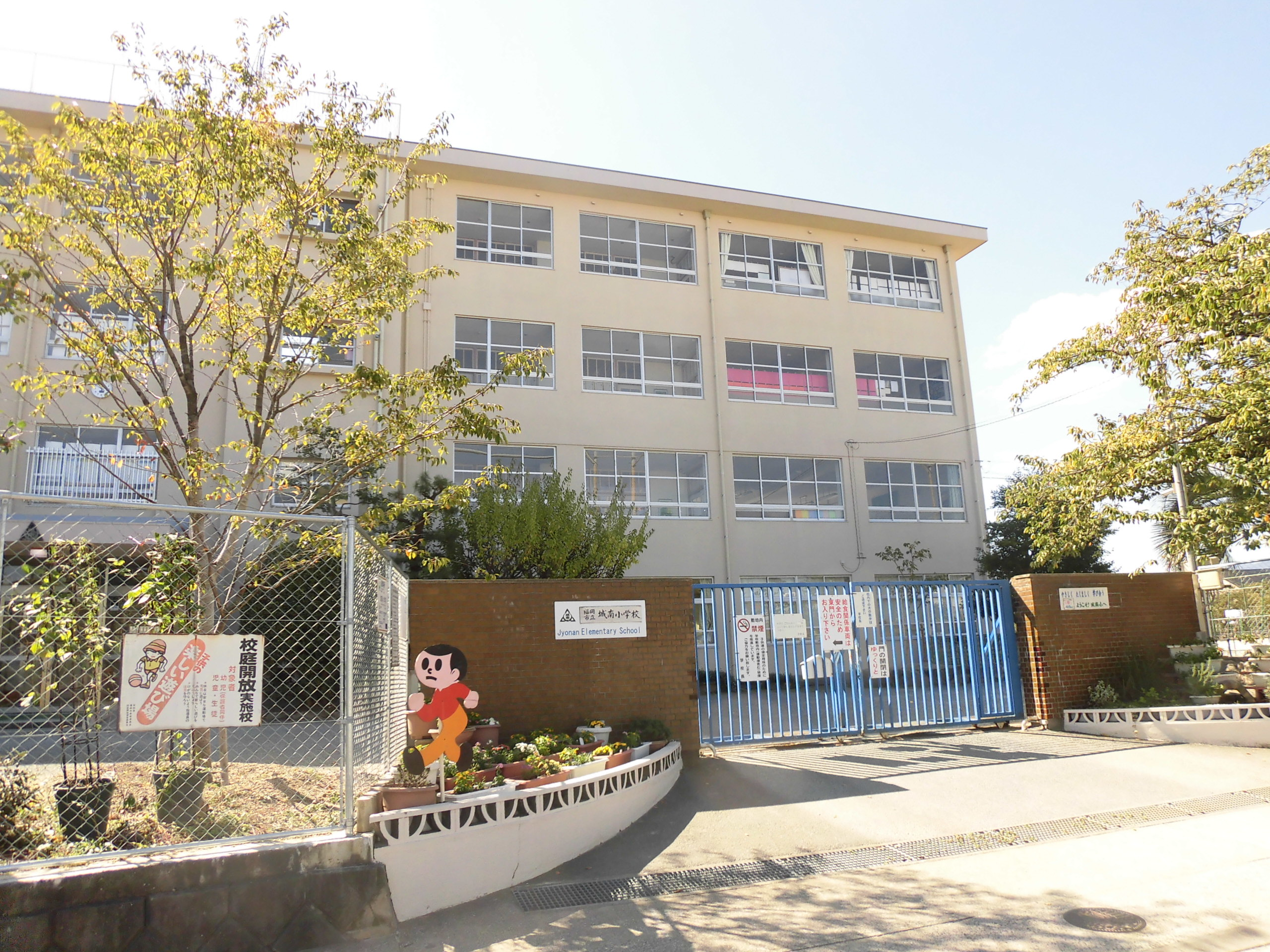
福岡市立城南小学校

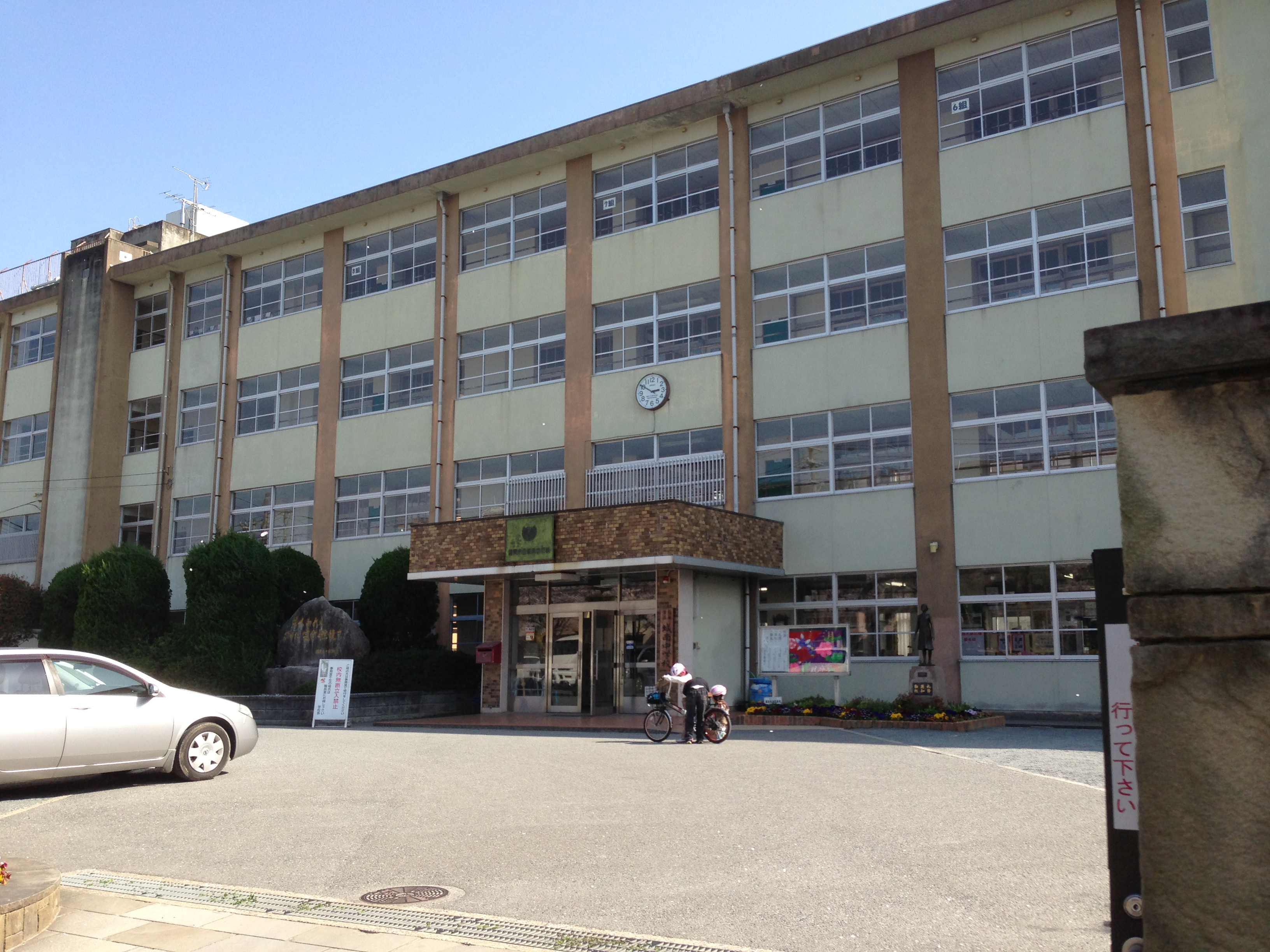
福岡市立城南中学校

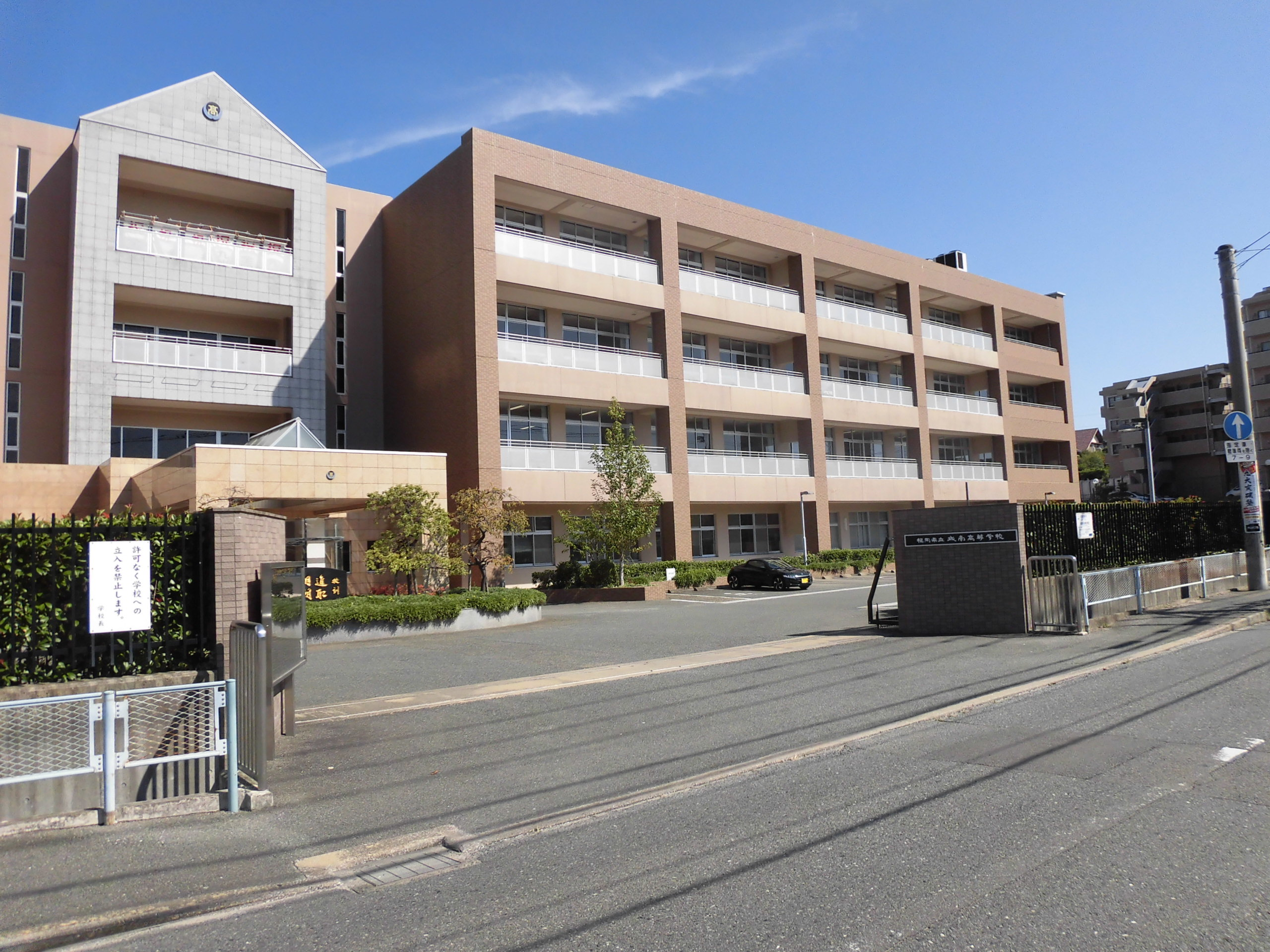
福岡県立城南高等学校

  - カトリック茶山教会・茶山カトリック幼稚園
  - 大牟田池
  - 茶山公園
- 3丁目
  - 合同宿舎茶山住宅
- 4丁目
  - 芙蓉保育園
- 5丁目 - 住宅および小規模な店舗・施設等のみ
- 6丁目
  - 福岡市立城南小学校
  - 福岡市立城南中学校
  - 福岡県立城南高等学校
  - 若草保育園

## 通学区
小・中学校の通学区は以下の通り
| 町丁・番・番地                                   | 小学校             | 中学校             |
| ------------------------------------------------ | ------------------ | ------------------ |
| 茶山1丁目1番 - 5番                               | 福岡市立別府小学校 | 福岡市立城南中学校 |
| 茶山1丁目6番 - 9番 茶山4丁目 茶山5丁目 茶山6丁目 | 福岡市立城南小学校 | 福岡市立城南中学校 |
| 茶山2丁目 茶山3丁目                              | 福岡市立田島小学校 | 福岡市立城南中学校 |

県立高等学校の学区は第6学区。